# Lucy Ashjian
Lucy Ashjian (* 1907 in Indianapolis; † 1993 in Davis, Kalifornien) war eine US-amerikanische Fotografin. Sie war Mitglied der Photo League. Die Photo League war eine Organisation von Fotografen in New York City, die sich der Dokumentation des Lebens in den Arbeitervierteln widmete. Sie wurde 1936 gegründet und bot ihren Mitgliedern Schulungen, Ausstellungsräume und eine Plattform für den Austausch über soziale und kreative Themen. Die Photo League spielte eine wichtige Rolle bei der Entwicklung der sozialdokumentarischen Fotografie in den USA.

## Leben
Lucy Ashjian wurde 1907 in Indianapolis als Tochter armenischer Flüchtlinge geboren. Nach ihrem Abschluss in Englisch an der Butler University im Jahr 1927 lernte sie ihren späteren Ehemann Charles Smith Preston kennen. 1937 absolvierte sie die Clarence H. White School of Photography. Im selben Jahr trat sie der New York Photo League bei, der Persönlichkeiten wie Lewis Hine, Paul Strand und Berenice Abbott angehörten. Sie war außerdem Herausgeberin der Photo Notes (Newsletter der Photo League) und Vorsitzende des Schulkomitees der Photo League. Lucy Ashjian verließ New York und kehrte um 1943 nach Indianapolis zurück, nachdem ihr Mann sie und ihr kleines Kind verlassen hatte. Charles Preston wurde schließlich wegen eines Nervenzusammenbruchs in eine psychiatrische Anstalt eingewiesen und kehrte später zu seiner Familie nach Indiana zurück. Lucy Ashjian fotografierte nie wieder, abgesehen von Familienfotos. Als Lucy Ashjian 1993 starb, gab es nur noch 150 Abzüge und eine Kiste mit Negativen. Professionelle Abzüge wurden für das Museum of the City of New York angefertigt.

## Werk
Ihre Arbeit konzentrierte sich auf die Dokumentation des städtischen Lebens, insbesondere in Stadtteilen wie Harlem und der Bowery. Sie war Teil des von Aaron Siskind geleiteten Projekts „Harlem Document“, das das Leben in Harlem in den 1930er Jahren festhielt.  